# Торрес, Раффи

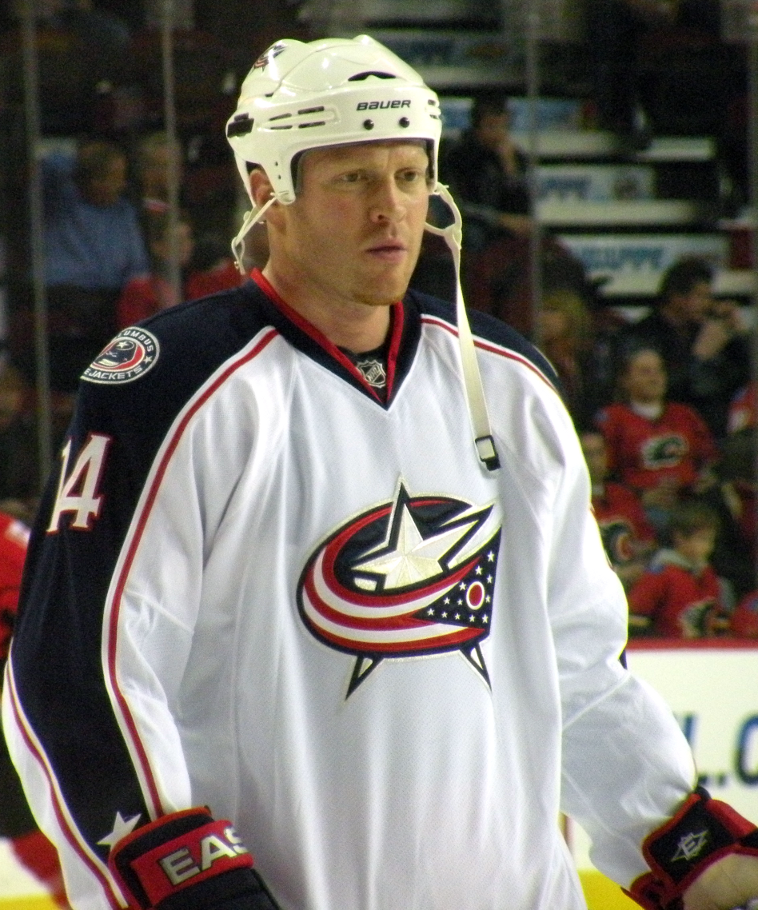

Раффи Торрес (англ. Raffi Torres; 8 октября 1981, Торонто, Онтарио) — профессиональный канадский хоккеист, левый крайний нападающий. В настоящее время выступает за команду «Торонто Мейпл Лифс».
На юниорском уровне выступал за «Торнхилл Рэттлерс» и «Брэмптон Баттальон». На драфте 2000 года был выбран в первом раунде под общим 5 номером командой «Нью-Йорк Айлендерс». Бронзовый призёр молодёжного чемпионата мира 2001 года в составе сборной Канады. В 2001—2003 годах играл в НХЛ за «Нью-Йорк Айлендерс», а также в АХЛ за «Бриджпорт Саунд Тайгерс». 11 марта 2003 года обменян в «Эдмонтон Ойлерз». В 2003—2008 годах играл за «Эдмонтон Ойлерз» (в концовке сезона 2002/03 играл в АХЛ за «Гамильтон Булдогс», во время локаута в сезоне 2004/2005 — в АХЛ за «Эдмонтон Роудраннерс»). 1 июля 2008 обменян из «Эдмонтон Ойлерз» в «Коламбус Блю Джекетс». 3 марта 2010 обменян из «Коламбуса» в «Баффало Сейбрз».